# か
En la escritura japonesa, los caracteres silábicos (o, con más propiedad, moraicos) か (hiragana) y カ (katakana) ocupan el sexto lugar en el sistema moderno de ordenación alfabética gojūon (五十音), entre お y き; y el 14.º en el poema iroha, entre わ y よ. En la tabla a la derecha, que sigue el orden gojūon (por columnas, y de derecha a izquierda), se encuentra en la segunda columna (a la que da nombre: か行, "columna KA") y la primera fila (あ段, "fila A").
Tanto か como カ provienen del kanji 力 y 加.
Pueden llevar el acento dakuten: が, ガ.
Existe una versión hentaigana de か, , que proviene del kanji 可.
El kana か es usado como una partícula interrogante, ya que el japonés clásico carecía de simnolos como "¿" o "?". De todas formas en el japonés moderno se le suele añadir "?" seguido por か ya que hoy en día se ha "occidentalizado", por decirlo de alguna manera.
Por ejemplo:
わかりますか (wakarimasu ka)
"¿Entiendes?"

## Escritura
| Escritura de か | Escritura de カ |

- El carácter か se escribe con tres trazos:

1. Trazo horizontal que se tuerce hacia abajo y termina en un gancho hacia la izquierda.
2. Trazo prácticamente vertical que corta al primer trazo.
3. Pequeño trazo curvo en la parte derecha del carácter.

- El carácter カ se escribe con dos trazos:

1. Trazo horizontal que se tuerce hacia abajo y termina en un gancho hacia la izquierda.
2. Trazo prácticamente vertical que corta al primer trazo y al final se tuerce a la izquierda.

## Otras representaciones
- Sistema Braille:

| ● － －－ －● |

- Alfabeto fonético: 「為替のカ」 ("el ka de kawase", donde kawase significa intercambio, o envío de dinero)
- Código Morse: ・−・・

- Datos: Q40499
- Multimedia: か / Q40499